# Munjamyeong de Goguryeo
El rey Munja de Goguryeo o Munjamyeong de Goguryeo (murió en 519, r. 491–519) fue el 21° gobernante de Goguryeo, uno de los Tres Reinos de Corea. El bisnieto de  Jangsu (413–491) fue un hijo de Go Joda, que había sido príncipe de Jangsu pero murió antes que su padre. Se considera el tercer rey durante el apogeo de Goguryeo tras Gwanggaeto el Grande.
En 472, Goguryeo se mudó desde la capital antigua de Ji'an, en torno al río Yalu hasta Pionyang, que aumentó la lucha por la existencia entre la alianza de Baekje y Silla contra Goguryeo.
Siguiendo la diplomacia de larga distancia del reinado de Jangsu, Munja sostenía la relación fraternal con las fuerzas chinas, notablemente con Wei norte, Qi sur y la dinastía Liang. Aunque Wei norte sufrió una serie de las guerras con sus vecinos (Rouran al norte; Liu Song al sur), ganó superioridad sobre Liu Song que resultó en su caída y en la nueva dinastía Liang. Debido al cambio de fuerzas, Goguryeo trató de consolidar la amistad: El Libro de Qi dice que un título fue obsequiado al rey de Goguryeo, lo que significa que se alcanzó una relación entre ambos. Al mismo tiempo, Munja estableció la ocupación de la península Liaodong por utilizar la amistad con Wei norte.
Entre los reinos coreanos, Samguk Sagi dice que las fuerzas que quedaban de Buyeo fueron subyugadas a Goguryeo en 494, después de la derrota en las guerras con la gente Mohe. Pues Goguryeo terminó el sometimiento de Buyeo, que se dividió aproximadamente en dos o tres facciones en torno a Manchuria norte y la provincia marítima actual de Rusia este. En medio de los asuntos en el norte, la alianza de Baekje y Silla se intensificó en el campo militar en unas batallas con Goguryeo debido a los ataques masivos de Goguryeo al sur. Como Baekje realizó su esfuerzo de expandirse al norte del río Han bajo el rey Muryeong, notablemente en 505 con 3.000 soldados, los registros coreanos dicen que debido a la agresión repetida rey Munja, finalmente inició los contraataques en 506 pero no tuvo éxito principalmente debido a una sequía seria.
El budismo en Goguryeo se desarrollaba después de su aceptación bajo Sosurim. Como sus abuelos hicieron, Munja también prestó apoyo a la expansión y distribución del budismo por Liang y Wei. Nueve monjes fueron enviados a Wei norte para analizar y investigar cánones, y otros libros budistas. En su séptimo año, construyó un templo Geumgangsa. Fue heredado por su primer hijo, Anjang de Goguryeo.